# ランナム通り
ランナム通り（英語：Rangnam street）、またはソイ・ランナムは、タイ王国の首都、バンコク・ラーチャテーウィー区にある通りである。

## 概要
ラチャプラロップ通りとパヤータイ通りの間にあり、バンコク中心部近くにある割には、比較的安いアパートの多いエリアで、周辺には大学があるため学生の町でもある。また周辺には比較的安価な宿泊施設も多くあり、日本人旅行者や長期滞在者も多く、日本食レストランや日本人向けレストランも比較的多くある。
2010年に起きた、タクシン派（反政府グループ）による暴動で占拠され、付近で銃撃戦が起き、死者も多く出たエリアであり、暴動後にも彼らの報復と思われる爆弾が、キングパワー免税店周辺などで爆発しており、依然として旅行者も警戒が必要なエリアの一つである。

## 接続する主な道路
- ラチャプラロップ通り
- パヤータイ通り

## 最寄駅
- エアポート・レール・リンク・ラチャプラロップ駅

## 周辺施設
- キングパワー免税店